# Lobás
Lobás (llamada oficialmente San Vicente de Lobás) es una parroquia y un lugar español del municipio de Calvos de Randín, en la provincia de Orense, Galicia.

## Organización territorial
La parroquia está formada por cuatro entidades de población:
- Lobás
- O Silvoso
- Pintás
- Serois

## Demografía

### Parroquia
| Gráfica de evolución demográfica de Lobás (parroquia) entre 2000 y 2022 |
|                                                                         |
| Datos según el nomenclátor publicado por el INE.                        |

### Lugar
| Gráfica de evolución demográfica de Lobás (lugar) entre 2000 y 2022 |
|                                                                     |
| Datos según el nomenclátor publicado por el INE.                    |